# Thomas Campbell (labdarúgó-játékvezető)
Thomas Campbell (Blackburn, 1865 – ?, 1938. március 12.) angol nemzetközi labdarúgó-játékvezető.

## Pályafutása

### Nemzeti játékvezetés
Nemzeti labdarúgó-szövetségének megfelelő játékvezető bizottsága minősítése alapján lett az  The Football League játékvezetője. A küldési gyakorlat szerint rendszeres partbírói szolgálatot is végzett.

#### Nemzeti kupamérkőzések
Vezetett kupadöntők száma: 1.

##### FA-kupa
| Időpont           | Helyszín                                      | Mérkőzés típusa | Mérkőzés                                       | Eredmény | Nézők száma |
| ----------------- | --------------------------------------------- | --------------- | ---------------------------------------------- | -------- | ----------- |
| 1908. április 25. | Crystal Palace National Sports Centre, London | döntő           | Wolverhampton Wanderers FC–Newcastle United FC | 3 – 1    | 74 967      |

### Nemzetközi játékvezetés
Az Angol labdarúgó-szövetség Játékvezető Bizottsága (JB) terjesztette fel nemzetközi játékvezetőnek, a Nemzetközi Labdarúgó-szövetség (FIFA) 1908-tól tartotta nyilván bírói keretében. A FIFA JB központi nyelvei közül a angolt beszéli. Több nemzetek közötti válogatott és klubmérkőzést vezetett, vagy működő társának partbíróként segített. A  nemzetközi játékvezetéstől 1911-ben búcsúzott. Válogatott mérkőzéseinek száma: 3.

#### Olimpiai játékok

##### 1908. évi nyári olimpiai játékok
Az  1908. évi nyári olimpiai játékok labdarúgó tornáján a FIFA JB bírói szolgálatra alkalmazta.

###### Labdarúgás az 1908. évi nyári olimpiai játékokon
| Időpont           | Helyszín                | Mérkőzés típusa | Mérkőzés            | Eredmény | Nézők száma |
| ----------------- | ----------------------- | --------------- | ------------------- | -------- | ----------- |
| 1908. október 22. | Shepherd's Bush, London | egyik elődöntő  | Dánia–Franciaország | 17 – 1   | 1000        |

#### Brit Bajnokság
1882-ben az Egyesült Királyság brit tagállamainak négy szövetség úgy döntött, hogy létrehoznak egy évente megrendezésre kerülő bajnokságot egymás között. Az utolsó bajnoki idényt 1983-ban tartották.

##### 1908–09 British Home Championship
| Időpont          | Helyszín                   | Mérkőzés típusa | Mérkőzés     | Eredmény |
| ---------------- | -------------------------- | --------------- | ------------ | -------- |
| 1909. március 1. | Racecourse Ground, Wrexham | csoportmérkőzés | Wales–Skócia | 3 – 2    |